# Stoneypath Tower
Stoneypath Tower ist ein Tower House mit L-förmigem Grundriss etwa 5,5 km südlich von East Linton in der schottischen Council Area East Lothian. Das Gebäude vom Ende des 16. Jahrhunderts liegt östlich des Whittinghame Water.

## Geschichte
Stoneypath Tower gehörte zuerst den Lyles, fiel aber dann nacheinander an die Hamiltons von Innerwick, die Douglases von Whittingehame und die Setons. Irgendwann in seiner Geschichte wurde das Gebäude gesprengt.
Ende des 19. Jahrhunderts war das Tower House eine Ruine, aber Anfang des 21. Jahrhunderts wurde es wieder vollkommen restauriert.

## Aufbau
Das Tower House steht auf einem Felsvorsprung und ist auf drei Seiten von steilen Hängen geschützt. Es könnte Teile eines Donjons aus dem 15. Jahrhundert enthalten. Der ursprüngliche Eingang, zu dem eine Außentreppe führt, wurde verschlossen. Eine gerade Treppe erschloss alle Stockwerke. Im ersten Obergeschoss befand sich der Rittersaal. In die Mauer war ein Gefängnis eingebaut. Der Turm wurde aus Bruchstein errichtet, besitzt aber Verkleidungen aus Freestone. Ursprünglich gab es drei Stockwerke. Der Anbau des Hauptblocks enthielt zwei Räume.